# Yūto Misao
Yūto Misao (jap. 三竿雄斗 Misao Yūto; ur. 16 kwietnia 1991) – japoński piłkarz występujący na pozycji obrońcy, zawodnik Oita Trinita.

## Życiorys

### Kariera klubowa
Od 2013 roku występował w klubach Shonan Bellmare i Kashima Antlers.
1 stycznia 2019 podpisał kontrakt z japońskim klubem Oita Trinita, umowa do 31 stycznia 2020; bez odstępnego.

## Sukcesy

### Klubowe
Shonan Bellmare
- Zwycięzca J2 League: 2014

Kashima Antlers
- Zwycięzca Superpucharu Japonii: 2017
- Zwycięzca Lig Mistrzów AFC: 2018